# Owls Head
Owls Head – miasto w Stanach Zjednoczonych, w stanie Maine, w hrabstwie Knox.